# Antrocephalus satoi
Antrocephalus satoi är en stekelart som beskrevs av Akinobu Habu 1960. Antrocephalus satoi ingår i släktet Antrocephalus och familjen bredlårsteklar. Inga underarter finns listade i Catalogue of Life.